# Missa Scala Aretina (forma musical)
Una Missa Scala Aretina és un tipus de missa que utilitza com a cantus firmus les sis notes de l'escala de Guido d'Arezzo, d'on prové l'adjectiu "aretina".
La més famosa -i possiblement la primera- de les Misses d'aquest tipus és deguda a Francesc Valls. Posteriorment també en van compondre el portuguès Francisco José Coutinho i els catalans Pere Joan Llonell, l'any 1783 -segons consta en un manuscrit conservat a l'Arxiu de l'església del Pi, a Barcelona- i Carles Baguer, l'any 1802.